# Athens (West Virginia)
Athens is een plaats (town) in de Amerikaanse staat West Virginia, en valt bestuurlijk gezien onder Mercer County.

## Demografie
Bij de volkstelling in 2000 werd het aantal inwoners vastgesteld op 1102.
In 2006 is het aantal inwoners door het United States Census Bureau geschat op 1179, een stijging van 77 (7,0%).

## Geografie
Volgens het United States Census Bureau beslaat de plaats een oppervlakte van
1,1 km², geheel bestaande uit land. Athens ligt op ongeveer 722 m boven zeeniveau.

## Plaatsen in de nabije omgeving
De onderstaande figuur toont nabijgelegen plaatsen in een straal van 20 km rond Athens.